# Симонов, Владимир Дмитриевич
Симонов Владимир Дмитриевич (27 сентября 1947, с. Оринин, Каменец-Подольский район, Хмельницкая область, УССР) — украинский политик, 1-й секретарь Тернопольского областного комитета Коммунистической партии Украины (до октября 2010 года).
Образование: Тернопольский филиал Львовского политехнического института (1981), инженер-механик, «Технология машиностроения, металлорежущие станки и инструменты»; Львовский институт стандартизации и метрологии (1984); Одесский институт политологии и социального управления (1992), политолог.
В 1965—1966 работал лаборантом в Копычинской школе № 1 Тернопольской обл. В 1966—1970 отслужил срочную в Советской армии. С 1970
работал слесарем. В 1973 окончил Ровенский текстильный техникум, техник-механик. Работал механиком Тернопольского текстильного комбината, механиком радиозавода «Орион».
В 1984—1991 — на партийной работе. После запрета КПСС: в 1991—1997 механик ООО «Стрина»; замдиректора НПП «Терция»; директор страховой компании «Омета-Инстер»; нач. отдела Центра сертификационных аукционов, г. Тернополь.
В 1997—1998 — консультант фракции коммунистов в ВР Украины.
Народный депутат Украины 3 созыва. 03.1998-04.2002 от КПУ, № 46 в списке. На время выборов: консультант группы «Коммунисты Украины за социальную справедливость и народовластие» в ВР Украины, член КПУ. Член Комитета по вопросам национальной безопасности и обороны (с 07.1998), член фракции КПУ (с 05.1998).
Народный депутат Украины 4 созыва. 04.2002-04.06 от КПУ, № 56 в списке. Член фракции коммунистов (с 05.2002), член Комитета по вопросам национальной безопасности и обороны (с 06.2002).
В марте 2006 кандидат в народные депутаты Украины от КПУ, № 59 в списке.
Орден «За заслуги» III ст. (08.2002).

## Семья
- Жена: Наталья Владимировна;
- сыновья: Константин и Андрей.